# سیریاک ریویریان
سیریاک ریویریان (انگلیسی: Cyriaque Rivieyran؛ زادهٔ ۱۷ آوریل ۱۹۹۱) بازیکن فوتبال ارمنی‌تبار اهل فرانسه است.

## باشگاهی
از باشگاه‌هایی که در آن بازی کرده‌است می‌توان به باشگاه فوتبال استراسبورگ و باشگاه فوتبال اوسر اشاره کرد.

## تیم ملی
وی همچنین در تیم‌های ملی فوتبال زیر ۱۶ سال فرانسه و زیر ۱۹ سال فرانسه بازی کرده‌است.